# Ferdinanda
A Ferdinanda a Ferdinánd férfinév női párja.

## Rokon nevek
- Fernanda:[1] a Ferdinánd olasz és francia alakváltozatának női párja.[2]
- Nanda:[1] a Ferdinanda német rövidüléséből származik.[3]
- Nandin:[1] a Ferdinanda továbbképzett alakjának a rövidülése.[3]

## Gyakorisága
Az 1990-es években a Ferdinanda, Fernanda, Nanda és Nandin szórványos név, a 2000-es években nem szerepelnek a 100 leggyakoribb női név között.

## Névnapok
Ferdinanda, Fernanda, Nanda és Nandin
- május 30.

## Híres Ferdinandák, Fernandák, Nandák, Nandinok
- Mária Anna Ferdinanda főhercegnő (1770–1809), II. Lipót császár leánya, a prágai Szent Teréz kolostor főapátnője.
- Karolina Ferdinanda osztrák főhercegnő (1801–1832), I. Ferenc császár leánya.